# Infección cutánea
Una infección de la piel es una infección de la piel en humanos y otros animales, que también puede afectar los tejidos blandos asociados, como el tejido conectivo laxo y las membranas mucosas. Comprenden una categoría de infecciones denominadas infecciones de la piel y las estructuras de la piel (SSSI), o infecciones de la piel y tejidos blandos (SSTI), y SSSI bacterianas agudas (ABSSSI). Se distinguen de la dermatitis (inflamación de la piel), aunque las infecciones de la piel pueden provocar inflamación de la piel.

## Causas

### Bacteriano

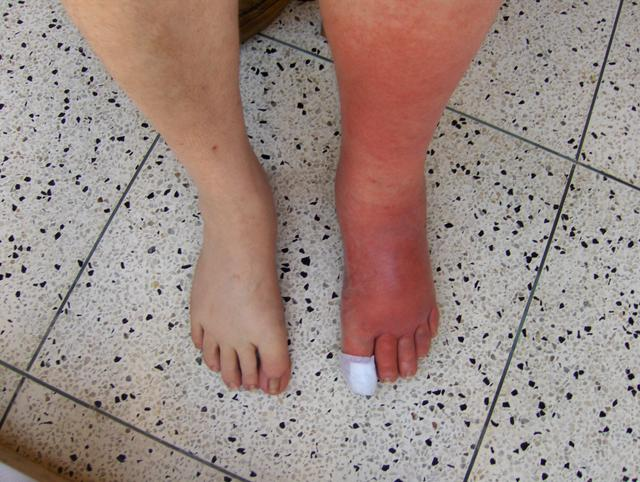
Ejemplo de celulitis que muestra edema 3+ en pierna izquierda.

Las infecciones bacterianas de la piel afectaron a unos 155 millones de personas y la celulitis se produjo en unos 600 millones de personas en 2013. Las infecciones bacterianas de la piel incluyen:
- Celulitis, una inflamación difusa del tejido conectivo con inflamación grave de las capas dérmica y subcutánea de la piel. [7]Además, la celulitis se puede clasificar en celulitis purulenta y no purulenta, según el agente causante más probable y la presentación de los síntomas.[8] La celulitis purulenta a menudo es causada por Staphylococcus aureus, incluido S. aureus tanto sensible a la meticilina (MSSA) como resistente a la meticilina (MRSA).[8][7] La celulitis no purulenta se asocia con mayor frecuencia con estreptococos beta-hemolíticos del grupo A, como Streptococcus pyogenes.[8][7] En casos raros, la infección puede progresar a fascitis necrotizante, una infección grave y potencialmente mortal.[9]
- Erisipela, una infección bacteriana que afecta principalmente a la dermis superficial y, a menudo, afecta a los linfáticos superficiales.[10] Es causada principalmente por los estreptococos beta-hemolíticos del grupo A, siendo Streptococcus pyogenes el patógeno más común.[10]
- Foliculitis, una afección de la piel en la que el folículo piloso, ubicado en la capa dérmica de la piel, se infecta e inflama. Es causada predominantemente por infecciones bacterianas, especialmente Staphylococcus aureus, que conducen a una foliculitis bacteriana superficial.[11] Otros agentes causantes incluyen hongos (más comúnmente especies de Malassezia), virus (como el virus del herpes simple) y ácaros (especies de Demodex).[11][12]
- Impétigo, una ABSSSI (infección bacteriana aguda de la piel y las estructuras de la piel, en inglés: acute bacterial skin and skin structure infection) altamente contagiosa, común entre los niños en edad preescolar, asociada principalmente con el S. aureus y el S. pyogenes.[13][14] Presenta lesiones costras de color amarillo (color miel) que aparecen alrededor de la boca, la nariz y el mentón.[15] Se estima que en un momento dado afectó a 140 millones de personas en todo el mundo.[15] El impétigo se puede clasificar además en ampolloso y no ampolloso.[15][16] El impétigo no ampolloso es la forma más común y representa aproximadamente el 70% de los casos diagnosticados.[15] El 30% restante de los casos representa la forma ampollosa, que es causada principalmente por el S. aureus.[15][17] En casos raros, el impétigo ampolloso puede propagarse y provocar el síndrome de piel escaldada por estafilococos (SSSS), una infección potencialmente mortal.[17]

### Hongos
Las infecciones cutáneas por hongos pueden presentarse como una infección superficial o profunda de la piel, el cabello y/o las uñas. Los micetomas son un amplio grupo de infecciones fúngicas que característicamente se originan en la piel y tejidos subcutáneos del pie. Si no se trata de manera adecuada y oportuna, las infecciones por micetoma pueden extenderse a tejidos más profundos, como huesos y articulaciones, causando osteomielitis. La osteomielitis extensa puede requerir resecciones óseas quirúrgicas e incluso amputación de miembros inferiores. En 2010, afectaron aproximadamente a mil millones de personas en todo el mundo. Algunos ejemplos de infecciones cutáneas por hongos comunes incluyen:
- Dermatofitosis, también conocida como tiña, es una infección fúngica superficial de la piel causada por varias especies diferentes de hongos. Los géneros de hongos que causan infecciones de la piel en humanos incluyen Trichophyton, Epidermophyton y Microsporum.[21] Aunque la dermatofitosis es una infección cutánea por hongos bastante común en todo el mundo, es más prevalente en áreas con alta humedad y temperatura ambiental.[21] Se estima que aproximadamente el 20-25% de la población mundial se ve afectada por infecciones fúngicas superficiales, predominando las dermatofitosis.[22]
- Candidiasis oral, también conocida comúnmente como aftas bucales, es una infección fúngica causada principalmente por Candida albicans, que afecta las membranas mucosas de la cavidad bucal y la lengua.[23] C. albicans representa aproximadamente el 95% de los casos de aftas orales.[23] El hongo es parte de la flora oral normal y solo causa una infección cuando las barreras inmunes y de la microbiota del huésped están deterioradas, lo que brinda a C. albicans la oportunidad de crecer demasiado.[24] Se estima que la candidiasis oral afecta aproximadamente a 2 millones de personas cada año en todo el mundo.[25]
- Onicomicosis, una infección por hongos que afecta predominantemente a las uñas de los pies.[26] Los dos agentes causantes más comunes de la onicomicosis son Trichophyton mentagrophytes y Trichophyton rubrum.[26] Los signos y síntomas comunes incluyen decoloración y engrosamiento de las uñas, separación de las uñas del lecho ungueal y fragilidad de las uñas.[27] La prevalencia estimada de onicomicosis en América del Norte oscila entre el 8,7% y el 13,8%.[27]

### Parásitos
Las infestaciones parasitarias de la piel son causadas por varios filos de organismos, incluidos anélidos, artrópodos, briozoos, cordados, cnidarios, cianobacterias, equinodermos, nemathelmintos, platelmintos y protozoos.

### Viral
Las afecciones cutáneas relacionadas con virus causadas por estos agentes intracelulares obligados derivan de virus tanto de ADN como de ARN. Algunos ejemplos de infecciones virales de la piel incluyen:
- Verrugas, lesiones cutáneas proliferativas benignas causadas por el virus del papiloma humano (VPH).[30][31] Las verrugas varían en forma, tamaño, apariencia y ubicación en el cuerpo donde ocurren. Por ejemplo, las verrugas plantares (verrugas plantaris) aparecen en las plantas de los pies y aparecen como callos gruesos.[32][30] Otros tipos de verrugas incluyen las verrugas genitales, las verrugas planas, las verrugas en mosaico y las verrugas periungueales.[30] Las opciones de tratamiento comunes incluyen ácido salicílico y crioterapia con nitrógeno líquido.[30]
- Varicela, es una enfermedad de la piel altamente contagiosa causada por el virus varicela-zoster (VZV).[33] Se caracteriza por una erupción pruriginosa parecida a ampollas que puede cubrir todo el cuerpo y afectar a todos los grupos de edad.[33][34] Las tasas de varicela son más altas en países que carecen de programas de vacunación adecuados. En 2014, se estimó que la incidencia mundial de infecciones graves de varicela que requirieron hospitalización fue de 4,2 millones.[35]
- Enfermedad de manos, pies y boca (HFMD) es una enfermedad viral común, a menudo autolimitada, que generalmente afecta a bebés y niños; sin embargo, también puede ocurrir en adultos.[36] Se caracteriza por fiebre baja y erupción maculopapular en las palmas de las manos, plantas de los pies y alrededor de la boca.[36][37] Es causada por los enterovirus humanos y los coxsackievirus, virus de ARN monocatenario de sentido positivo.[36][37]